# Cajón (Costa Rica)
Cajón è un distretto della Costa Rica facente parte del cantone di Pérez Zeledón, nella provincia di San José.